# Альбертинус, Эгидиус
Эгидиус Альбертинус (также Эгидий Альбертин; лат. Aegidius Albertinus; 1560, Девентер — 9 марта 1620, Мюнхен) — германский научный и духовный писатель и переводчик, крупный деятель Контрреформации.
О нём сохранилось очень мало сведений. Известно, что он родился в 1560 году в Нидерландах, однако ни точная дата рождения, ни многие подробности раннего периода его жизни не известны доподлинно. Установлено, что в 1593 году он прибыл в Мюнхен из Испании, в совершенстве владея несколькими языками, на основе чего предполагается, что он получил хорошее лингвистическое образование; в ЭСБЕ указывается, что он был воспитанником иезуитов. Уже в 1597 году стал секретарём придворного советника, а в 1601 году возглавил дворцовую библиотеку. При мюнхенском дворе прожил до конца жизни.
По своим взглядам был сторонником Контрреформации и выступал в поддержку преследования ведьм. Всего оставил 52 работы, большая часть которых представляет собой переводы произведений испанских, французских, итальянских и латинских авторов. Отмечалось, что его стиль письма был весьма архаичен для своего времени и не походил на стиль современников. Сделанный им перевод романа испанского писателя Матео Алемана «Гусман де Альфараче» («Der Landstörzer Gusman von Alfarache oder Picaro»; Мюнхен, 1615) положил начало плутовскому роману в немецкой литературе и оказал влияние на многих барочных поэтов.